# 川越市立今成小学校
川越市立今成小学校（かわごえしりつ いまなりしょうがっこう）は、埼玉県川越市今成にある公立小学校。

## 沿革
- 1974年
  - 4月 - 川越市立今成小学校として開校
  - 11月 - 校旗を制定
- 1976年
  - 2月 - 校歌を制定
- 1983年
  - 11月 - 創立十周年記念式典を開催
- 1993年
  - 11月 - 創立二十周年記念式典を開催
- 2003年
  - 11月 - 創立三十周年記念式典を開催
- 2013年
  - 11月 - 創立四十周年記念式典を開催[1]

## 教育目標
- みんな仲良く協力する子
- 進んで学習に取り組む子
- 元気で明るい子[2]

## 通学区域
- 石原町2丁目
- 今成1丁目
- 今成2丁目
- 今成3丁目
- 小ヶ谷
- 上寺山[3]